# Marpesia corita
Espèce
Marpesia corita est une espèce d'insectes lépidoptères de la famille des Nymphalidae, de la sous-famille  des Limenitidinae et du genre Marpesia.

## Dénomination
Marpesia corita a été décrit par John Obadiah Westwood en 1850 sous le nom initial de Timetes corita.

### Noms vernaculaires
Marpesia corita se nomme Orange-banded Daggerwing en anglais.

### Sous-espèces
- Marpesia corita corita
- Marpesia corita phiale (Godman & Salvin, 1878); présent au Guatemala.

## Description
Marpesia corita est un papillon aux ailes antérieures à bord externe concave près de l'apex et ailes postérieures portant chacune une longue queue pointue. Il existe un dimorphisme sexuel.
Le dessus du mâle est de couleur marron avec aux ailes antérieures une très large bande jaune d'or et aux ailes postérieures une large flaque violette le long du bord interne. Le dessus de la femelle est de couleur marron avec aux ailes antérieures une bande blanche et aux ailes postérieures une ligne submarginale de chevrons marron.
Le revers est jaune et rose nacré.

## Biologie

### Plantes hôtes
Aucune documentation.

## Écologie et distribution
Marpesia corita réside au Mexique, au Guatemala et au Honduras.

### Protection
Pas de statut de protection particulier trouvé.